# Shane Stefanutto
Shane Stefanutto (* 12. Januar 1980 in Cairns) ist ein australischer ehemaliger Fußballspieler italienischer Abstammung. Der Verteidiger steht aktuell bei Brisbane Roar unter Vertrag.

## Karriere
Stefanutto spielte von 1997 bis 1998 an der Queensland Academy of Sport, zuvor hatte er im Nachwuchsbereich bei Atherton (QLD), Saints (QLD), Edge Hill (QLD) und den Southport Warriors gespielt. 1998 wechselte er zu den Brisbane Strikers in die National Soccer League. Im Jahr 2004 ging er nach Norwegen zum Lillestrøm SK, wo unter anderem Uwe Rösler sein Trainer war. Nachdem der Vertrag bei Lillestrøm ausgelaufen war, setzte er seine Laufbahn beim Ligakonkurrenten Lyn Oslo fort.
Mitte 2009 ging Stefanutto zurück nach Australien zum neu gegründeten A-League-Team North Queensland Fury. Beim Verein aus Queensland angekommen riss ihm in einem scheinbar harmlosen Zweikampf mit Adriano Pellegrino von Perth Glory das vordere Kreuzband.
Am 13. April 2010 unterzeichnete Stefanutto einen Vertrag bei Brisbane Roar für die nächsten drei Spielzeiten.

## Erfolge
- Norwegischer Pokalsieger: 2007
- Australischer Meister: 2010/11, 2011/12